# Fontana-on-Geneva Lake
Fontana-on-Geneva Lake é uma vila localizada no estado norte-americano de Wisconsin, no Condado de Walworth.

## Demografia
Segundo o censo norte-americano de 2000, a sua população era de 1754 habitantes.
Em 2006, foi estimada uma população de 1874, um aumento de 120 (6.8%).

## Geografia
De acordo com o United States Census Bureau tem uma área de
10,6 km², dos quais 7,7 km² cobertos por terra e 2,9 km² cobertos por água.

## Localidades na vizinhança
O diagrama seguinte representa as localidades num raio de 12 km ao redor de Fontana-on-Geneva Lake.